# Ciclisme als Jocs Olímpics d'estiu de 2016 - Contrarellotge masculina
La Contrarellotge masculina dels Jocs Olímpics de Rio de Janeiro 2016 es disputà el 10 d'agost amb sortida i final al Pontal, una petita península al barri de Recreio dos Bandeirantes, que es troba a la Zona Oest de Rio de Janeiro.
La cursa va ser guanyada pel suís Fabian Cancellara, repetint la victòria aconseguida als Jocs de Pequín, seguit pel neerlandès Tom Dumoulin, que va guanyar la medalla de plata, i el britànic Chris Froome, que guanyà el bronze, també repetint el bronze dels anteriors Jocs Olímpics.

## Recorregut
La cursa va consistir en dues voltes als 29,8 quilòmetres al Circuit de Grumari realitzant així una distància total de 54,5 km. L'inici de la cursa estava situat a la Plaça Tim Maia (Estrada do Pontal), després continuava pel Circuit de Grumari. S'arribava al primer ascens (pujada de Grumari) als 9,7 quilòmetres, i el segon ascens (pujada de Grota Funda) es trobava situat a 19,2 km, per acabar un altre cop al punt de sortida.

## Medallistes
| Or                      | Plata              | Bronze             |
| Fabian Cancellara (SUI) | Tom Dumoulin (NED) | Chris Froome (GBR) |

## Classificació final
| Pos.   | Ciclista             | Temps   |
| ------ | -------------------- | ------- |
| Or     | Fabian Cancellara    | 1:12:15 |
| Plata  | Tom Dumoulin         | 1:13:02 |
| Bronze | Chris Froome         | 1:13:17 |
| 4      | Jonathan Castroviejo | 1:13:21 |
| 5      | Rohan Dennis         | 1:13:25 |
| 6      | Maciej Bodnar        | 1:14:05 |
| 7      | Nelson Oliveira      | 1:14:15 |
| 8      | Ion Izagirre         | 1:14:21 |
| 9      | Geraint Thomas       | 1:14:52 |
| 10     | Primož Roglič        | 1:14:55 |

| Classificació final (11–35) | Classificació final (11–35) | Classificació final (11–35) | Classificació final (11–35) |
| --------------------------- | --------------------------- | --------------------------- | --------------------------- |
| 11                          | Leopold König               | 1:15:23                     |                             |
| 12                          | Tony Martin                 | 1:15:33                     |                             |
| 13                          | Simon Geschke               | 1:15:49                     |                             |
| 14                          | Michał Kwiatkowski          | 1:15:55                     |                             |
| 15                          | Jan Bárta                   | 1:15:56                     |                             |
| 16                          | Georg Preidler              | 1:16:02                     |                             |
| 17                          | Vassil Kirienka             | 1:16:05                     |                             |
| 18                          | Andrí Hrivko                | 1:16:33                     |                             |
| 19                          | Christopher Juul-Jensen     | 1:16:49                     |                             |
| 20                          | Tim Wellens                 | 1:16:49                     |                             |
| 21                          | Hugo Houle                  | 1:17:02                     |                             |
| 22                          | Taylor Phinney              | 1:17:25                     |                             |
| 23                          | Brent Bookwalter            | 1:17:57                     |                             |
| 24                          | Andrei Zeits                | 1:18:47                     |                             |
| 25                          | Kanstantsín Siutsou         | 1:18:58                     |                             |
| 26                          | Eduardo Sepúlveda           | 1:19:07                     |                             |
| 27                          | Damiano Caruso              | 1:19:46                     |                             |
| 28                          | Pàvel Koixetkov             | 1:20:07                     |                             |
| 29                          | Alexis Vuillermoz           | 1:20:43                     |                             |
| 30                          | Edvald Boasson Hagen        | 1:21:12                     |                             |
| 31                          | Ghader Mizbani              | 1:21:39                     |                             |
| 32                          | Julian Alaphilippe          | 1:24:39                     |                             |
| 33                          | Mouhssine Lahsaini          | 1:25:11                     |                             |
| 34                          | Ahmet Örken                 | 1:27:37                     |                             |
| 35                          | Dan Craven                  | 1:27:47                     |                             |
| DNS                         | Jonathan Monsalve           | -                           |                             |
| DNS                         | Youcef Reguigui             | -                           |                             |

Richie Porte d'Austràlia, Vincenzo Nibali d'Itàlia i Wout Poels dels Països Baixos havien d'haver participat, però va haver de retirar-se a causa de lesions a conseqüència de les caigudes que van patir a la cursa en ruta. Els ciclistes d'Algèria, Colòmbia, Nova Zelanda i Veneçuela també van declinar participar malgrat estar classificats. Dan Craven de Namíbia, i Geraint Thomas del Regne Unit van ser convidats a ocupar dues de les vacants.